# Greenville (Kentucky)
Greenville és una població dels Estats Units a l'estat de Kentucky. Segons el cens del 2000 tenia 4.398 habitants.

## Demografia
Segons el cens del 2000, Greenville tenia 4.398 habitants, 1.859 habitatges, i 1.217 famílies. La densitat de població era de 356 habitants/km².
Dels 1.859 habitatges en un 25,4% hi vivien nens de menys de 18 anys, en un 49,8% hi vivien parelles casades, en un 12,9% dones solteres, i en un 34,5% no eren unitats familiars. En el 32,7% dels habitatges hi vivien persones soles el 18,2% de les quals corresponia a persones de 65 anys o més que vivien soles. El nombre mitjà de persones vivint en cada habitatge era de 2,19 i el nombre mitjà de persones que vivien en cada família era de 2,75.
Per edats la població es repartia de la següent manera: un 19,1% tenia menys de 18 anys, un 7,6% entre 18 i 24, un 23,7% entre 25 i 44, un 25,2% de 45 a 60 i un 24,4% 65 anys o més.
L'edat mediana era de 45 anys. Per cada 100 dones de 18 o més anys hi havia 73,9 homes.
La renda mediana per habitatge era de 25.521$ i la renda mediana per família de 35.571$. Els homes tenien una renda mediana de 37.454$ mentre que les dones 18.375 $. La renda per capita de la població era de 19.708$. Entorn del 14,2% de les famílies i el 19% de la població estaven per davall del llindar de pobresa.

## Poblacions més properes
El següent diagrama mostra les poblacions més properes.